# Ekedalens kalkbrott
Ekedalens kalkbrott är en sjö i Tidaholms kommun i Västergötland och ingår i Göta älvs huvudavrinningsområde. Sjön är en del av dagbrottet som tillhörde Ödegårdens kalkbruk.